# Christopher Steele
Christopher David Steele (født 24. juni 1964) er en tidligere britisk efterretningsofficer hos Secret Intelligence Service (MI6), hvor han var ansat fra 1987 til hans pension i 2009. Han var leder af den russiske afdeling på MI6s hovedkvarter i London mellem 2006 og 2009. I 2009 var han medstifter af Orbis Business Intelligence, en privat London-baseret efterretningsvirksomhed.
Steele forfattede Trump-Rusland-rapporten (Trump–Russia dossier), også kendt som "Steele-dossieret", en privat efterretningsrapport skrevet fra juni til december 2016 der indeholder beskyldninger om misforhold og sammensværgelse mellem Donald Trumps præsidentkampagne og Ruslands regering under De Forenede Staters præsidentvalg i 2016.